# Culpa al corazón
«Culpa al corazón» es una canción del artista estadounidense Prince Royce. Se estrenó como el primer sencillo de su quinto álbum de estudio Five el 13 de noviembre de 2015. Recibió una nominación a la Canción Tropical del Año en los Premios Lo Nuestro.

## Antecedentes y promoción
Se estrenó como sencillo el 13 de noviembre de 2015, para la promoción de su álbum de estudio debut Prince Royce (2010). La canción fue escrita por el propio cantante junto a Daniel Santacruz.
Royce interpretó la canción en la ceremonia de los Premios Lo Nuestro del 2016.

## Rendimiento comercial
En la lista de éxito de Estados Unidos «Culpa al corazón», alcanzó la posición número ocho en la lista Hot Latin Songs, y la primera posición en Tropical Airplay y Latin Pop Songs, de Billboard. En México, la pista se ubicó en el lugar catorce en la lista México Español Airplay.

## Video musical
El video musical se estrenó el 22 de enero de 2016 con Emeraude Toubia (la entonces novia, ahora, exesposa de Royce) interpretando el papel principal femenino.

## Posicionamiento en listas
| Listas (2015)                      | Mejor posición |
| ---------------------------------- | -------------- |
| Estados Unidos (Hot Latin Songs)   | 8              |
| Estados Unidos (Latin Pop Songs)   | 1              |
| Estados Unidos (Tropical Airplay)  | 1              |
| México Español Airplay (Billboard) | 14             |

| Listas (2016)           | Mejor posición |
| ----------------------- | -------------- |
| México (Monitor Latino) | 57             |

## Premios y nominaciones
| Año  | Trabajo nominado   | Categoría                | Resultado | Ref   |
| ---- | ------------------ | ------------------------ | --------- | ----- |
| 2015 | Premios Lo Nuestro | Canción tropical del año | Nominado  | [ 4 ] |

## Historial de lanzamiento
| País   | Fecha                   | Formato          | Discográfica     | Ref   |
| ------ | ----------------------- | ---------------- | ---------------- | ----- |
| Varios | 13 de noviembre de 2015 | Descarga digital | Sony Music Latin | [ 2 ] |